# Casa portuguesa

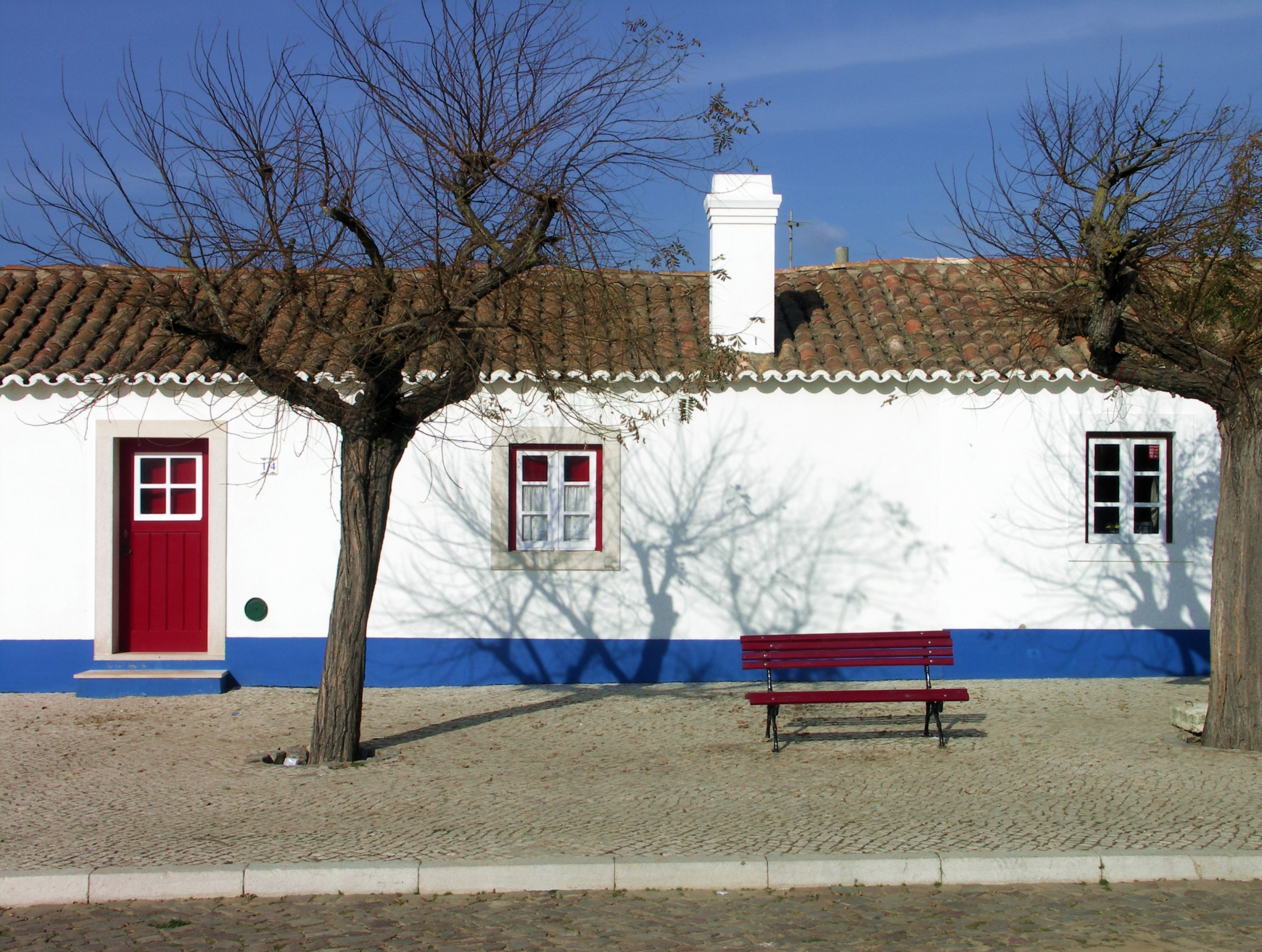
Una tipica casa portoghese in Praça Marquês de Pombal a Porto Covo.

Il termine casa portuguesa è utilizzato per la prima volta da Francisco Adolfo Coelho per definire un particolare e oggettivabile tipo di abitazione popolare presente in tutto il Portogallo, anche se con sostanziali differenze.

## Elementi costitutivi
Henrique das Neves procede alla definizione ampia degli elementi costitutivi di base: 
- alpendre,
- caiaçao,
- telhado,
- la presenza di chaminés
- l'utilizzo dell'azulejo, oltre che alla tradizionale decorazione in pietra.

Tutti questi elementi si ritrovano nella casa portuguesa, seppure con diverse sfumature.
Tale concetto ha avuto un'evoluzione, in cui si possono osservare quattro periodi.

### Primo periodo 1893-1909
In un primo periodo, tra il 1893 e il 1909, si assiste alla pubblicazione delle ricerche di Henriques das Neves su "un tipo portoghese di abitazione che apre ampie discussioni e dibattiti, soprattutto improntati a definire se realmente esistesse un solo modello di casa portuguesa. Henrique das Neves stesso ammise che il modello da lui considerato era per lo più presente nel nord del paese.
Tra gli oppositori all'idea si affermarono Gabriel Pereira e José Pessanl che sollevarono la questione di compatibilità tra la casa portuguesa e l'eterogeneità delle abitazioni popolari in Portogallo. 
In particolare, nel 1904 António Augusto da Rocha Peixoto pone un'aspra critica basata su rendiconti etnografici sulle abitazioni popolari esistenti nel paese; nonostante ciò l'impatto non fu tale da smorzare le voci dei favorevoli.

### Secondo periodo 1909-1920
Tra il 1909 e il 1920 João Barreira riprende in modo differente le proposte di Henrique das Neves, dicendo che sarebbe possibile definire un'unità abitativa dotata degli elementi costitutivi elencati prima.
In questo periodo cresce l'attenzione delle riviste si architettura e cominciano a manifestarsi sempre più intensamente progetti architettonici identificabili con la casa portuguesa.
Nel 1918 l'architetto Raul Lino da Silva, noto come Raul Lino, pubblica A Nossa Casa, che diviene una specie di guida pratica di stile popolare: vengono definite alcune regole relative all'organizzazione della pianta della casa, gli adattamenti attorno alla casa.

### Terzo periodo 1919-1940
Negli anni venti cominciano ad emergere tendenze internazionali come l'Art déco e l'architettura moderna, che si contendono i dibattiti principali. Nel 1929 Raul Lino pubblica A' casa Portuguesa e nel 1933 il libro Casas Portuguesas. Lino cerca di rispondere in forma più dettagliata al problema della determinazione degli elementi base dell'architettura portoghese.
Introduce altri due nuovi elementi caratterizzanti: l'utilizzo della pietra nella decorazione degli spazi esterni e la beira.
Il dibattito si estende anche all'integrazione dell'unità abitativa nel paesaggio e il materiale utilizzato per la realizzazione proviene dalla regione di appartenenza, quindi suscettibile di cambiamento ma intrinseco concettualmente nella casa portuguesa.
Negli anni trenta Raul Lino e Rogério de Azevedo furono chiamati dal Ministero delle opere pubbliche dell'Estado Novo a realizzare un "prototipo di scuole primarie". Sorgeranno alla fine 32 edifici "Raul", 12 "Estremadura" e 56 "Rogerio".
Culmina con il "Centro Regional da Exposição do Mundo Português" nel 1940.
Alla casa portuguesa è dedicato un fado di Amália Rodrigues, famoso negli anni cinquanta  (testi di Vasco de Matos Sequeira, Rinaldo Ferreira e Artur Vaz da Fonseca).